# Phase finale de la Ligue Europa 2014-2015
Cet article présente les résultats détaillés de la phase finale de l'édition 2014-2015 de la Ligue Europa.

## Qualification
Participent à la phase finale
- les douze vainqueurs de groupe de Ligue Europa ;
- les douze deuxièmes de groupes de Ligue Europa ;
- les huit troisièmes de groupe repêchés de la Ligue des Champions.

## Tirage au sort
Les douze premiers et deuxièmes de la phase de groupes de la Ligue Europa, rejoints par les huit équipes ayant terminé troisièmes de leur groupe en Ligue des champions, participent à la phase finale de la Ligue Europa qui débute par des seizièmes de finale.
| Groupe | 1er de groupe - Tête de série | 2e de groupe - Non-tête de série |
| ------ | ----------------------------- | -------------------------------- |
| A      | Borussia Mönchengladbach      | Villareal CF                     |
| B      | Club Bruges KV                | Torino FC                        |
| C      | Beşiktaş JK                   | Tottenham Hotspur                |
| D      | Red Bull Salzbourg            | Celtic Glasgow                   |
| E      | Dynamo Moscou                 | PSV Eindhoven                    |
| F      | Inter Milan                   | FK Dnipro                        |
| G      | Feyenoord Rotterdam           | Séville FC                       |
| H      | Everton FC                    | VfL Wolfsbourg                   |
| I      | SSC Naples                    | BSC Young Boys                   |
| J      | Dynamo Kiev                   | Aalborg BK                       |
| K      | Fiorentina                    | EA Guingamp                      |
| L      | Legia Varsovie                | Trabzonspor                      |

| Rang | Équipe                   | Pts | J | G | N | P | Bp | Bc | Diff |
| ---- | ------------------------ | --- | - | - | - | - | -- | -- | ---- |
| 1    | Olympiakos               | 9   | 6 | 3 | 0 | 3 | 10 | 13 | -3   |
| 2    | Sporting CP              | 7   | 6 | 2 | 1 | 3 | 12 | 12 | 0    |
| 3    | Athletic Bilbao          | 7   | 6 | 2 | 1 | 3 | 5  | 6  | -1   |
| 4    | Zénith Saint-Pétersbourg | 7   | 6 | 2 | 1 | 3 | 4  | 6  | -2   |
| 5    | RSC Anderlecht           | 6   | 6 | 1 | 3 | 2 | 8  | 10 | -2   |
| 6    | Ajax Amsterdam           | 5   | 6 | 1 | 2 | 3 | 8  | 10 | -2   |
| 7    | Liverpool FC             | 5   | 6 | 1 | 2 | 3 | 5  | 9  | -4   |
| 8    | AS Roma                  | 5   | 6 | 1 | 2 | 3 | 8  | 14 | -6   |

Le tirage au sort des seizièmes de finale est organisé de telle sorte que :
- les clubs d'une même association ne peuvent se rencontrer ;
- les membres d'un même groupe ne peuvent se rencontrer ;
- une tête de série est toujours opposée à une non-tête de série ;
- le match retour a lieu au domicile du club tête de série.

Les tirages au sort des tours suivants n'ont aucune restriction.
La phase finale de la Ligue Europa 2014-2015 commence le 19 février 2015 avec les 1/16 de finale et se termine le 27 mai 2015 avec la finale au Stade national de Varsovie.
| Tour                | Date du tirage au sort | Aller           | Retour          |
| ------------------- | ---------------------- | --------------- | --------------- |
| Seizièmes de finale | 15 décembre 2014       | 19 février 2015 | 26 février 2015 |
| Huitièmes de finale | 27 février 2015        | 12 mars 2015    | 19 mars 2015    |
| Quarts de finale    | 20 mars 2015           | 16 avril 2015   | 23 avril 2015   |
| Demi-finales        | 24 avril 2015          | 7 mai 2015      | 14 mai 2015     |
| Finale              |                        | 27 mai 2015     | 27 mai 2015     |

## Seizièmes de finale
Les matchs aller se jouent le 19 février et les matchs retour le 26 février 2015.
| Équipe            | Aller | Total           | Retour | Équipe                   |
| ----------------- | ----- | --------------- | ------ | ------------------------ |
| EA Guingamp       | 2 - 1 | 3 - 4           | 1 - 3  | Dynamo Kiev              |
| Villareal CF      | 2 - 1 | 5 - 2           | 3 - 1  | Red Bull Salzbourg       |
| Torino FC         | 2 - 2 | 5 - 4           | 3 - 2  | Athletic Bilbao          |
| Tottenham Hotspur | 1 - 1 | 1 - 3           | 0 - 2  | Fiorentina               |
| Celtic Glasgow    | 3 - 3 | 3 - 4           | 0 - 1  | Inter Milan              |
| PSV Eindhoven     | 0 - 1 | 0 - 4           | 0 - 3  | Zénith Saint-Pétersbourg |
| FK Dnipro         | 2 - 0 | 4 - 2           | 2 - 2  | Olympiakos               |
| Séville FC        | 1 - 0 | 4 - 2           | 3 - 2  | Borussia Mönchengladbach |
| VfL Wolfsbourg    | 2 - 0 | 2 - 0           | 0 - 0  | Sporting CP              |
| BSC Young Boys    | 1 - 4 | 2 - 7           | 1 - 3  | Everton FC               |
| Aalborg BK        | 1 - 3 | 1 - 6           | 0 - 3  | Club Bruges KV           |
| Trabzonspor       | 0 - 4 | 0 - 5           | 0 - 1  | SSC Naples               |
| AS Rome           | 1 - 1 | 3 - 2           | 2 - 1  | Feyenoord Rotterdam      |
| Liverpool FC      | 1 - 0 | 1 - 1 4 - 5 tab | 0 - 1  | Besiktas JK              |
| Ajax Amsterdam    | 1 - 0 | 4 - 0           | 3 - 0  | Legia Varsovie           |
| RSC Anderlecht    | 0 - 0 | 1 - 3           | 1 - 3  | Dynamo Moscou            |

| 19 février 2015 | EA Guingamp              | 2 - 1   | Dynamo Kiev                   | Stade de Roudourou, Guingamp |                           |
| 21 h 05         | Beauvue 72e · Diallo 75e | (0 - 1) | 19e Veloso                    | Arbitrage : Slavko Vinčić    | Arbitrage : Slavko Vinčić |
| 21 h 05         |                          | Rapport | 39e Yarmolenko · 45e Belhanda | Arbitrage : Slavko Vinčić    | Arbitrage : Slavko Vinčić |

| 26 février 2015 | Dynamo Kiev                                       | 3 - 1   | EA Guingamp  | NSK Olimpiyskyi, Kiev            |                                  |
| 19 h 00         | Teodorczyk 31e · Buyalsky 46e · Husyev 75e (pen.) | (1 - 0) | 66e Mandanne | Arbitrage : Martin Strömbergsson | Arbitrage : Martin Strömbergsson |
| 19 h 00         | Rapport                                           |         |              | Arbitrage : Martin Strömbergsson | Arbitrage : Martin Strömbergsson |

| 19 février 2015 | Villareal CF             | 2 - 1   | Red Bull Salzbourg | El Madrigal, Vila-real   |                          |
| 21 h 05         | Uche 32e · Cheryshev 54e | (1 - 0) | 48e (pen.) Soriano | Arbitrage : Bobby Madden | Arbitrage : Bobby Madden |
| 21 h 05         | Rapport                  |         |                    | Arbitrage : Bobby Madden | Arbitrage : Bobby Madden |

| 26 février 2015 | Red Bull Salzbourg | 1 - 3   | Villareal CF                       | Stadion Salzburg, Salzbourg |                         |
| 19 h 00         | Djuricin 18e       | (1 - 1) | 33e (pen.) Vietto · 79e dos Santos | Arbitrage : Kenn Hansen     | Arbitrage : Kenn Hansen |
| 19 h 00         | Rapport            |         |                                    | Arbitrage : Kenn Hansen     | Arbitrage : Kenn Hansen |

| 19 février 2015 | Torino FC     | 2 - 2   | Athletic Bilbao           | Stadio Olimpico, Turin          |                                 |
| 19 h 00         | López 18e 42e | (2 - 1) | 9e Williams · 73e Gurpegi | Arbitrage : Michael Koukoulakis | Arbitrage : Michael Koukoulakis |
| 19 h 00         | Rapport       |         |                           | Arbitrage : Michael Koukoulakis | Arbitrage : Michael Koukoulakis |

| 26 février 2015 | Athletic Bilbao            | 2 - 3   | Torino FC                                           | San Mamés, Bilbao       |                         |
| 21 h 05         | Iraola 44e · de Marcos 61e | (1 - 2) | 16e (pen.) Quagliarella · 45+2e López · 68e Darmian | Arbitrage : Liran Liany | Arbitrage : Liran Liany |
| 21 h 05         | Rapport                    |         |                                                     | Arbitrage : Liran Liany | Arbitrage : Liran Liany |

| 19 février 2015 | Tottenham Hotspur | 1 - 1   | Fiorentina  | White Hart Lane, Londres            |                                     |
| 21 h 05         | Soldado 6e        | (1 - 1) | 36e Basanta | Arbitrage : Carlos Velasco Carballo | Arbitrage : Carlos Velasco Carballo |
| 21 h 05         | Rapport           |         |             | Arbitrage : Carlos Velasco Carballo | Arbitrage : Carlos Velasco Carballo |

| 26 février 2015 | Fiorentina            | 2 - 0   | Tottenham Hotspur | Stade Artemio-Franchi, Florence |                           |
| 19 h 00         | Gómez 54e · Salah 71e | (0 - 0) |                   | Arbitrage : Hüseyin Göçek       | Arbitrage : Hüseyin Göçek |
| 19 h 00         | Rapport               |         |                   | Arbitrage : Hüseyin Göçek       | Arbitrage : Hüseyin Göçek |

| 19 février 2015 | Celtic Glasgow                                        | 3 - 3   | Inter Milan                  | Celtic Park, Glasgow   |                        |
| 21 h 05         | Armstrong 24e · Campagnaro 26e (csc) · Guidetti 90+3e | (2 - 3) | 4e Shaqiri · 13e 45e Palacio | Arbitrage : István Vad | Arbitrage : István Vad |
| 21 h 05         | Rapport                                               |         |                              | Arbitrage : István Vad | Arbitrage : István Vad |

| 26 février 2015 | Inter Milan | 1 - 0   | Celtic Glasgow | Stadio Giuseppe Meazza, Milan |                           |
| 19 h 00         | Guarín 88e  | (0 - 0) |                | Arbitrage : Ivan Kružliak     | Arbitrage : Ivan Kružliak |
| 19 h 00         | Rapport     |         |                | Arbitrage : Ivan Kružliak     | Arbitrage : Ivan Kružliak |

| 19 février 2015 | PSV Eindhoven | 0 - 1   | Zénith Saint-Pétersbourg | Philips Stadion, Eindhoven    |                               |
| 19 h 00         |               | (0 - 0) | 64e Hulk                 | Arbitrage : Paolo Tagliavento | Arbitrage : Paolo Tagliavento |
| 19 h 00         | Rapport       |         |                          | Arbitrage : Paolo Tagliavento | Arbitrage : Paolo Tagliavento |

| 26 février 2015 | Zénith Saint-Pétersbourg  | 3 - 0   | PSV Eindhoven | Stade Petrovski, Saint-Pétersbourg |                          |
| 18 h 00         | Rondón 28e 67e · Hulk 48e | (1 - 0) |               | Arbitrage : Cüneyt Çakır           | Arbitrage : Cüneyt Çakır |
| 18 h 00         | Rapport                   |         |               | Arbitrage : Cüneyt Çakır           | Arbitrage : Cüneyt Çakır |

| 19 février 2015 | FK Dnipro               | 2 - 0   | Olympiakos | NSK Olimpiyskyi, Kiev            |                                  |
| 19 h 00         | Kankava 50e · Rotan 54e | (0 - 0) |            | Arbitrage : Robert Schörgenhofer | Arbitrage : Robert Schörgenhofer |
| 19 h 00         | Rapport                 |         |            | Arbitrage : Robert Schörgenhofer | Arbitrage : Robert Schörgenhofer |

| 26 février 2015 | Olympiakos                           | 2 - 2   | FK Dnipro                     | Stade Karaïskaki, Pirée    |                            |
| 21 h 05         | Mitroglou 14e · Domínguez 90e (pen.) | (1 - 1) | 22e Fedetskyi · 90+2e Kalinić | Arbitrage : Danny Makkelie | Arbitrage : Danny Makkelie |
| 21 h 05         | Rapport                              |         |                               | Arbitrage : Danny Makkelie | Arbitrage : Danny Makkelie |

| 19 février 2015 | Séville FC | 1 - 0   | Borussia Mönchengladbach | Stade Ramón-Sánchez-Pizjuán, Séville |                                |
| 21 h 05         | Iborra 70e | (0 - 0) |                          | Arbitrage : Aleksandar Stavrev       | Arbitrage : Aleksandar Stavrev |
| 21 h 05         | Rapport    |         |                          | Arbitrage : Aleksandar Stavrev       | Arbitrage : Aleksandar Stavrev |

| 26 février 2015 | Borussia Mönchengladbach | 2 - 3   | Séville FC                | Borussia-Park, Mönchengladbach |                              |
| 19 h 00         | Xhaka 19e · Hazard 29e   | (2 - 2) | 8e Bacca · 26e 79e Vitolo | Arbitrage : Marijo Strahonja   | Arbitrage : Marijo Strahonja |
| 19 h 00         | Rapport                  |         |                           | Arbitrage : Marijo Strahonja   | Arbitrage : Marijo Strahonja |

| 19 février 2015 | VfL Wolfsbourg | 2 - 0   | Sporting CP | Volkswagen-Arena, Wolfsbourg |                        |
| 19 h 00         | Dost 46e 63e   | (0 - 0) |             | Arbitrage : Alon Yefet       | Arbitrage : Alon Yefet |
| 19 h 00         | Rapport        |         |             | Arbitrage : Alon Yefet       | Arbitrage : Alon Yefet |

| 26 février 2015 | Sporting CP | 0 - 0   | VfL Wolfsbourg | Estádio José Alvalade XXI, Lisbonne |                          |
| 21 h 05         |             | (0 - 0) |                | Arbitrage : Ruddy Buquet            | Arbitrage : Ruddy Buquet |
| 21 h 05         | Rapport     |         |                | Arbitrage : Ruddy Buquet            | Arbitrage : Ruddy Buquet |

| 19 février 2015 | BSC Young Boys | 1 - 4   | Everton FC                       | Stade de Suisse, Berne      |                             |
| 19 h 00         | Hoarau 10e     | (1 - 3) | 24e 39e 58e Lukaku · 28e Coleman | Arbitrage : Manuel De Sousa | Arbitrage : Manuel De Sousa |
| 19 h 00         | Rapport        |         |                                  | Arbitrage : Manuel De Sousa | Arbitrage : Manuel De Sousa |

| 26 février 2015 | Everton FC                           | 3 - 1   | BSC Young Boys | Goodison Park, Liverpool       |                                |
| 21 h 05         | Lukaku 25e (pen.) 30e · Mirallas 42e | (3 - 1) | 13e Sanogo     | Arbitrage : Stefan Johannesson | Arbitrage : Stefan Johannesson |
| 21 h 05         | Rapport                              |         |                | Arbitrage : Stefan Johannesson | Arbitrage : Stefan Johannesson |

| 19 février 2015 | Aalborg BK          | 1 - 3   | Club Bruges KV                                 | Energi Nord Arena, Aalborg   |                              |
| 19 h 00         | Helenius 71e (pen.) | (0 - 2) | 25e Oulare · 29e Refaelov · 61e (csc) Petersen | Arbitrage : Tom Harald Hagen | Arbitrage : Tom Harald Hagen |
| 19 h 00         | Rapport             |         |                                                | Arbitrage : Tom Harald Hagen | Arbitrage : Tom Harald Hagen |

| 26 février 2015 | Club Bruges KV                                  | 3 - 0   | Aalborg BK | Stade Jan-Breydel, Bruges      |                                |
| 21 h 05         | Vázquez 11e · Oulare 64e · Bolingoli-Mbombo 74e | (1 - 0) |            | Arbitrage : Tasos Sidiropoulos | Arbitrage : Tasos Sidiropoulos |
| 21 h 05         | Rapport                                         |         |            | Arbitrage : Tasos Sidiropoulos | Arbitrage : Tasos Sidiropoulos |

| 19 février 2015 | Trabzonspor | 0 - 4   | SSC Naples                                                | Hüseyin Avni Aker, Trabzon       |                                  |
| 19 h 00         |             | (0 - 3) | 6e Henrique · 20e Higuaín · 27e Gabbiadini · 90+2e Zapata | Arbitrage : Vladislav Bezborodov | Arbitrage : Vladislav Bezborodov |
| 19 h 00         | Rapport     |         |                                                           | Arbitrage : Vladislav Bezborodov | Arbitrage : Vladislav Bezborodov |

| 26 février 2015 | SSC Naples    | 1 - 0   | Trabzonspor | Stadio San Paolo, Naples |                        |
| 21 h 05         | de Guzmán 19e | (1 - 0) |             | Arbitrage : Ivan Bebek   | Arbitrage : Ivan Bebek |
| 21 h 05         | Rapport       |         |             | Arbitrage : Ivan Bebek   | Arbitrage : Ivan Bebek |

| 19 février 2015 | AS Rome      | 1 - 1   | Feyenoord Rotterdam | Stadio Olimpico, Rome      |                            |
| 19 h 00         | Gervinho 22e | (1 - 0) | 55e Richards        | Arbitrage : Ovidiu Haţegan | Arbitrage : Ovidiu Haţegan |
| 19 h 00         | Rapport      |         |                     | Arbitrage : Ovidiu Haţegan | Arbitrage : Ovidiu Haţegan |

| 26 février 2015 | Feyenoord Rotterdam | 1 - 2   | AS Rome                     | Feijenoord Stadion, Rotterdam |                            |
| 21 h 05         | Manu 57e            | (0 - 1) | 45+2e Ljajić · 60e Gervinho | Arbitrage : Clément Turpin    | Arbitrage : Clément Turpin |
| 21 h 05         | Rapport             |         |                             | Arbitrage : Clément Turpin    | Arbitrage : Clément Turpin |

| 19 février 2015 | Liverpool FC         | 1 - 0   | Besiktas JK | Anfield, Liverpool           |                              |
| 21 h 05         | Balotelli 85e (pen.) | (0 - 0) |             | Arbitrage : Szymon Marciniak | Arbitrage : Szymon Marciniak |
| 21 h 05         | Rapport              |         |             | Arbitrage : Szymon Marciniak | Arbitrage : Szymon Marciniak |

| 26 février 2015 | Besiktas JK       | 1 - 0   | Liverpool FC | Stade olympique Atatürk, Istanbul |                           |
| 19 h 00         | Arslan 72e        | (0 - 0) |              | Arbitrage : Damir Skomina         | Arbitrage : Damir Skomina |
| 19 h 00         | Rapport           |         |              | Arbitrage : Damir Skomina         | Arbitrage : Damir Skomina |
| 19 h 00         | Tirs au but 5 - 4 |         |              | Arbitrage : Damir Skomina         | Arbitrage : Damir Skomina |

| 19 février 2015 | Ajax Amsterdam | 1 - 0   | Legia Varsovie | Amsterdam ArenA, Amsterdam |                            |
| 21 h 05         | Milik 35e      | (1 - 0) |                | Arbitrage : Jonas Eriksson | Arbitrage : Jonas Eriksson |
| 21 h 05         | Rapport        |         |                | Arbitrage : Jonas Eriksson | Arbitrage : Jonas Eriksson |

| 26 février 2015 | Legia Varsovie | 0 - 3   | Ajax Amsterdam                | Pepsi Arena, Varsovie                |                                      |
| 19 h 00         |                | (0 - 3) | 11e 43e Milik · 13e Viergever | Arbitrage : David Fernández Borbalán | Arbitrage : David Fernández Borbalán |
| 19 h 00         | Rapport        |         |                               | Arbitrage : David Fernández Borbalán | Arbitrage : David Fernández Borbalán |

| 19 février 2015 | RSC Anderlecht | 0 - 0   | Dynamo Moscou | Stade Constant Vanden Stock, Anderlecht |                          |
| 21 h 05         |                | (0 - 0) |               | Arbitrage : Felix Zwayer                | Arbitrage : Felix Zwayer |
| 21 h 05         | Rapport        |         |               | Arbitrage : Felix Zwayer                | Arbitrage : Felix Zwayer |

| 26 février 2015 | Dynamo Moscou                               | 3 - 1   | RSC Anderlecht | Arena Khimki, Khimki          |                               |
| 18 h 00         | Kozlov 47e · Ioussoupov 64e · Kurányi 90+5e | (0 - 1) | 29e Mitrović   | Arbitrage : Svein Oddvar Moen | Arbitrage : Svein Oddvar Moen |
| 18 h 00         | Rapport                                     |         |                | Arbitrage : Svein Oddvar Moen | Arbitrage : Svein Oddvar Moen |

## Huitièmes de finale
Les matchs aller se jouent le 12 mars et les matchs retour le 19 mars 2015.
| Équipe                   | Aller | Total  | Retour  | Équipe         |
| ------------------------ | ----- | ------ | ------- | -------------- |
| Everton FC               | 2 - 1 | 4 - 6  | 2 - 5   | Dynamo Kiev    |
| FK Dnipro                | 1 - 0 | 2E - 2 | 1 - 2ap | Ajax Amsterdam |
| Zénith Saint-Pétersbourg | 2 - 0 | 2 - 1  | 0 - 1   | Torino FC      |
| VfL Wolfsbourg           | 3 - 1 | 5 - 2  | 2 - 1   | Inter Milan    |
| Villareal CF             | 1 - 3 | 2 - 5  | 1 - 2   | Séville FC     |
| SSC Naples               | 3 - 1 | 3 - 1  | 0 - 0   | Dynamo Moscou  |
| Club Bruges KV           | 2 - 1 | 5 - 2  | 3 - 1   | Besiktas JK    |
| Fiorentina               | 1 - 1 | 4 - 1  | 3 - 0   | AS Rome        |

| 12 mars 2015 | Everton FC                       | 2 - 1   | Dynamo Kiev | Goodison Park, Liverpool            |                                     |
| 21 h 05      | Naismith 39e · Lukaku 82e (pen.) | (1 - 1) | 14e Gusev   | Arbitrage : Carlos Velasco Carballo | Arbitrage : Carlos Velasco Carballo |
| 21 h 05      | Rapport                          |         |             | Arbitrage : Carlos Velasco Carballo | Arbitrage : Carlos Velasco Carballo |

| 19 mars 2015 | Dynamo Kiev                                                            | 5 - 2   | Everton FC                | Stade olympique de Kiev, Kiev |                           |
| 19 h 00      | Yarmolenko 21e · Teodorczyk 35e · Veloso 37e · Gusev 56e · Antunes 76e | (3 - 1) | 29e Lukaku · 82e Jagielka | Arbitrage : Deniz Aytekin     | Arbitrage : Deniz Aytekin |
| 19 h 00      | Rapport                                                                |         |                           | Arbitrage : Deniz Aytekin     | Arbitrage : Deniz Aytekin |

| 12 mars 2015 | FK Dnipro   | 1 - 0   | Ajax Amsterdam | Stade olympique de Kiev, Kiev |                        |
| 19 h 00      | Zozulya 30e | (1 - 0) |                | Arbitrage : Ivan Bebek        | Arbitrage : Ivan Bebek |
| 19 h 00      | Rapport     |         |                | Arbitrage : Ivan Bebek        | Arbitrage : Ivan Bebek |

| 19 mars 2015 | Ajax Amsterdam                  | 2 - 1ap | FK Dnipro       | Amsterdam Arena, Amsterdam   |                              |
| 21 h 05      | Bazoer 60e · van der Hoorn 117e | (0 - 0) | 97e Konoplyanka | Arbitrage : Aleksei Kulbakov | Arbitrage : Aleksei Kulbakov |
| 21 h 05      | Rapport                         |         |                 | Arbitrage : Aleksei Kulbakov | Arbitrage : Aleksei Kulbakov |

| 12 mars 2015 | Zénith Saint-Pétersbourg  | 2 - 0   | Torino FC | Stade Petrovski, Saint-Pétersbourg |                             |
| 18 h 00      | Witsel 38e · Criscito 53e | (1 - 0) |           | Arbitrage : Manuel De Sousa        | Arbitrage : Manuel De Sousa |
| 18 h 00      | Rapport                   |         |           | Arbitrage : Manuel De Sousa        | Arbitrage : Manuel De Sousa |

| 19 mars 2015 | Torino FC | 1 - 0   | Zénith Saint-Pétersbourg | Stade olympique de Turin, Turin |                       |
| 21 h 05      | Glik 90e  | (0 - 0) |                          | Arbitrage : Matej Jug           | Arbitrage : Matej Jug |
| 21 h 05      | Rapport   |         |                          | Arbitrage : Matej Jug           | Arbitrage : Matej Jug |

| 12 mars 2015 | VfL Wolfsbourg                | 3 - 1   | Inter Milan | Volkswagen-Arena, Wolfsbourg |                              |
| 19 h 00      | Naldo 28e · De Bruyne 63e 76e | (1 - 1) | 6e Palacio  | Arbitrage : Szymon Marciniak | Arbitrage : Szymon Marciniak |
| 19 h 00      | Rapport                       |         |             | Arbitrage : Szymon Marciniak | Arbitrage : Szymon Marciniak |

| 19 mars 2015 | Inter Milan | 1 - 2   | VfL Wolfsbourg               | Stade Giuseppe-Meazza, Milan |                              |
| 21 h 05      | Palacio 71e | (0 - 1) | 24e Caligiuri · 89e Bendtner | Arbitrage : Mark Clattenburg | Arbitrage : Mark Clattenburg |
| 21 h 05      | Rapport     |         |                              | Arbitrage : Mark Clattenburg | Arbitrage : Mark Clattenburg |

| 12 mars 2015 | Villareal CF | 1 - 3   | Séville FC                          | El Madrigal, Vila-real     |                            |
| 21 h 05      | Vietto 48e   | (0 - 2) | 1re Vitolo · 26e Mbia · 50e Gameiro | Arbitrage : Daniele Orsato | Arbitrage : Daniele Orsato |
| 21 h 05      | Rapport      |         |                                     | Arbitrage : Daniele Orsato | Arbitrage : Daniele Orsato |

| 19 mars 2015 | Séville FC              | 2 - 1   | Villareal CF      | Stade Ramón-Sánchez-Pizjuán, Séville |                             |
| 19 h 00      | Iborra 69e · Suárez 83e | (0 - 0) | 73e G. dos Santos | Arbitrage : Martin Atkinson          | Arbitrage : Martin Atkinson |
| 19 h 00      | Rapport                 |         |                   | Arbitrage : Martin Atkinson          | Arbitrage : Martin Atkinson |

| 12 mars 2015 | SSC Naples                 | 3 - 1   | Dynamo Moscou | Stade San Paolo, Naples        |                                |
| 21 h 05      | Higuaín 25e 31e (pen.) 55e | (2 - 1) | 2e Kurányi    | Arbitrage : Tasos Sidiropoulos | Arbitrage : Tasos Sidiropoulos |
| 21 h 05      | Rapport                    |         |               | Arbitrage : Tasos Sidiropoulos | Arbitrage : Tasos Sidiropoulos |

| 19 mars 2015 | Dynamo Moscou | 0 - 0   | SSC Naples | Arena Khimki, Khimki    |                         |
| 18 h 00      |               | (0 - 0) |            | Arbitrage : Bas Nijhuis | Arbitrage : Bas Nijhuis |
| 18 h 00      | Rapport       |         |            | Arbitrage : Bas Nijhuis | Arbitrage : Bas Nijhuis |

| 12 mars 2015 | Club Bruges KV                      | 2 - 1   | Besiktas JK | Stade Jan-Breydel, Bruges |                           |
| 19 h 00      | De Sutter 62e · Refaelov 79e (pen.) | (0 - 0) | 46e Töre    | Arbitrage : Craig Thomson | Arbitrage : Craig Thomson |
| 19 h 00      | Rapport                             |         |             | Arbitrage : Craig Thomson | Arbitrage : Craig Thomson |

| 19 mars 2015 | Besiktas JK     | 1 - 3   | Club Bruges KV                           | Stade olympique Atatürk, Istanbul |                            |
| 21 h 05      | Ramon Motta 48e | (0 - 0) | 61e De Sutter · 80e 90e Bolingoli-Mbombo | Arbitrage : Sergei Karasev        | Arbitrage : Sergei Karasev |
| 21 h 05      | Rapport         |         |                                          | Arbitrage : Sergei Karasev        | Arbitrage : Sergei Karasev |

| 12 mars 2015 | Fiorentina | 1 - 1   | AS Rome   | Stade Artemio-Franchi, Florence |                                 |
| 21 h 05      | Iličić 17e | (1 - 0) | 77e Keita | Arbitrage : Antonio Mateu Lahoz | Arbitrage : Antonio Mateu Lahoz |
| 21 h 05      | Rapport    |         |           | Arbitrage : Antonio Mateu Lahoz | Arbitrage : Antonio Mateu Lahoz |

| 19 mars 2015 | AS Rome | 0 - 3   | Fiorentina                                      | Stade olympique de Rome, Rome |                          |
| 19 h 00      |         | (0 - 3) | 10e (pen.) Rodríguez · 18e Alonso · 22e Basanta | Arbitrage : Cüneyt Çakır      | Arbitrage : Cüneyt Çakır |
| 19 h 00      | Rapport |         |                                                 | Arbitrage : Cüneyt Çakır      | Arbitrage : Cüneyt Çakır |

## Quarts de finale
Les matchs aller se jouent le 16 avril et les matchs retour, le 23 avril 2015.
| Équipe         | Aller | Total | Retour | Équipe                   |
| -------------- | ----- | ----- | ------ | ------------------------ |
| Séville FC     | 2 - 1 | 4 - 3 | 2 - 2  | Zénith Saint-Pétersbourg |
| Club Bruges KV | 0 - 0 | 0 - 1 | 0 - 1  | FK Dnipro                |
| Dynamo Kiev    | 1 - 1 | 1 - 3 | 0 - 2  | Fiorentina               |
| VfL Wolfsbourg | 1 - 4 | 3 - 6 | 2 - 2  | SSC Naples               |

| 16 avril 2015 | Séville FC             | 2 - 1   | Zénith Saint-Pétersbourg | Stade Ramón-Sánchez-Pizjuán, Séville |                         |
| 21 h 05       | Bacca 73e · Suarez 88e | (0 - 1) | 29e Ryazantsev           | Arbitrage : Bas Nijhuis              | Arbitrage : Bas Nijhuis |
| 21 h 05       | Rapport                |         |                          | Arbitrage : Bas Nijhuis              | Arbitrage : Bas Nijhuis |

| 23 avril 2015 | Zénith Saint-Pétersbourg | 2 - 2   | Séville FC                    | Stade Petrovski, Saint-Pétersbourg |                            |
| 21 h 05       | Rondón 48e · Hulk 72e    | (0 - 1) | 6e (pen.) Bacca · 85e Gameiro | Arbitrage : Nicola Rizzoli         | Arbitrage : Nicola Rizzoli |
| 21 h 05       | Rapport                  |         |                               | Arbitrage : Nicola Rizzoli         | Arbitrage : Nicola Rizzoli |

| 16 avril 2015 | Club Bruges KV | 0 - 0   | FK Dnipro | Stade Jan-Breydel, Bruges |                           |
| 21 h 05       |                | (0 - 0) |           | Arbitrage : Damir Skomina | Arbitrage : Damir Skomina |
| 21 h 05       | Rapport        |         |           | Arbitrage : Damir Skomina | Arbitrage : Damir Skomina |

| 23 avril 2015 | FK Dnipro   | 1 - 0   | Club Bruges KV | Stade olympique de Kiev, Kiev        |                                      |
| 21 h 05       | Shakhov 82e | (0 - 0) |                | Arbitrage : Alberto Undiano Mallenco | Arbitrage : Alberto Undiano Mallenco |
| 21 h 05       | Rapport     |         |                | Arbitrage : Alberto Undiano Mallenco | Arbitrage : Alberto Undiano Mallenco |

| 16 avril 2015 | Dynamo Kiev | 1 - 1   | Fiorentina    | Stade olympique de Kiev, Kiev |                              |
| 21 h 05       | Lens 36e    | (1 - 0) | 90+2e Babacar | Arbitrage : Szymon Marciniak  | Arbitrage : Szymon Marciniak |
| 21 h 05       | Rapport     |         |               | Arbitrage : Szymon Marciniak  | Arbitrage : Szymon Marciniak |

| 23 avril 2015 | Fiorentina                     | 2 - 0   | Dynamo Kiev   | Stade Artemio-Franchi, Florence |                            |
| 21 h 05       | Mario Gómez 43e · Vargas 90+4e | (1 - 0) |               | Arbitrage : Jonas Eriksson      | Arbitrage : Jonas Eriksson |
| 21 h 05       |                                | Rapport | 14e, 40e Lens | Arbitrage : Jonas Eriksson      | Arbitrage : Jonas Eriksson |

| 16 avril 2015 | VfL Wolfsbourg | 1 - 4   | SSC Naples                                    | Volkswagen-Arena, Wolfsbourg    |                                 |
| 21 h 05       | Bendtner 80e   | (0 - 2) | 15e Higuaín · 23e 64e Hamšík · 77e Gabbiadini | Arbitrage : Antonio Mateu Lahoz | Arbitrage : Antonio Mateu Lahoz |
| 21 h 05       | Rapport        |         |                                               | Arbitrage : Antonio Mateu Lahoz | Arbitrage : Antonio Mateu Lahoz |

| 23 avril 2015 | SSC Naples                 | 2 - 2   | VfL Wolfsbourg          | Stade San Paolo, Naples  |                          |
| 21 h 05       | Callejón 50e · Mertens 65e | (0 - 0) | 71e Klose · 73e Perišić | Arbitrage : Cüneyt Çakır | Arbitrage : Cüneyt Çakır |
| 21 h 05       | Rapport                    |         |                         | Arbitrage : Cüneyt Çakır | Arbitrage : Cüneyt Çakır |

## Demi-finales
Les matchs aller se jouent le 7 mai et les matchs retour, le 14 mai 2015.
| Équipe     | Aller | Total | Retour | Équipe     |
| ---------- | ----- | ----- | ------ | ---------- |
| SSC Naples | 1 - 1 | 1 - 2 | 0 - 1  | FK Dnipro  |
| Séville FC | 3 - 0 | 5 - 0 | 2 - 0  | Fiorentina |

| 7 mai 2015 | SSC Naples | 1 - 1   | FK Dnipro     | Stade San Paolo, Naples                            |                                                    |
| 21 h 05    | López 50e  | (0 - 0) | 81e Seleznyov | Spectateurs : 50 000 Arbitrage : Svein Oddvar Moen | Spectateurs : 50 000 Arbitrage : Svein Oddvar Moen |
| 21 h 05    | Rapport    |         |               | Spectateurs : 50 000 Arbitrage : Svein Oddvar Moen | Spectateurs : 50 000 Arbitrage : Svein Oddvar Moen |

| 14 mai 2015 | FK Dnipro     | 1 - 0   | SSC Naples | Stade olympique de Kiev, Kiev |                           |
| 21 h 05     | Seleznyov 58e | (0 - 0) |            | Arbitrage : Milorad Mažić     | Arbitrage : Milorad Mažić |
| 21 h 05     | Rapport       |         |            | Arbitrage : Milorad Mažić     | Arbitrage : Milorad Mažić |

| 7 mai 2015 | Séville FC                  | 3 - 0   | Fiorentina | Stade Ramón-Sánchez-Pizjuán, Séville         |                                              |
| 21 h 05    | Vidal 17e 52e · Gameiro 75e | (1 - 0) |            | Spectateurs : 35 840 Arbitrage : Felix Brych | Spectateurs : 35 840 Arbitrage : Felix Brych |
| 21 h 05    | Rapport                     |         |            | Spectateurs : 35 840 Arbitrage : Felix Brych | Spectateurs : 35 840 Arbitrage : Felix Brych |

| 14 mai 2015 | Fiorentina | 0 - 2   | Séville FC              | Stade Artemio-Franchi, Florence |                           |
| 21 h 05     |            | (0 - 2) | 22e Bacca · 27e Carriço | Arbitrage : Damir Skomina       | Arbitrage : Damir Skomina |
| 21 h 05     | Rapport    |         |                         | Arbitrage : Damir Skomina       | Arbitrage : Damir Skomina |

## Finale
| 27 mai 2015 | FK Dnipro              | 2 - 3   | Séville FC                     | Stade national de Varsovie, Pologne |                             |
| 20 h 45 CET | Kalinić 7e · Rotan 44e | (2 - 2) | 28e Krychowiak · 31e 73e Bacca | Arbitrage : Martin Atkinson         | Arbitrage : Martin Atkinson |
| 20 h 45 CET | Rapport                |         |                                | Arbitrage : Martin Atkinson         | Arbitrage : Martin Atkinson |